# Hartvig Asche Schack (død 1734)
 Der er flere personer med dette navn, se Hartvig Asche Schack (død 1692).
Hartvig Asche Schack (ca. 1685 – 16. februar 1734 i København) var en dansk officer.
Han var søn af generalmajor Hartvig Asche Schack. Han døde som chef for Prins Carls Regiment, generalmajor og Hvid Ridder. 